# Sándor Nagysolymosi
Idősebb Sándor Nagysolymosi (* 8. října 1957) je bývalý maďarský zápasník–judista.

## Sportovní kariéra
Připravoval se v Kecskemétu pod vedením Andráse Vargy. V maďarské reprezentaci se pohyboval od konce sedmdesátých let. Pravidelně střídal lehkou váhu do 71 kg s polostřední vahou do 78 kg. V roce 1980 startoval v polostřední váze, ve které v maďarské nominaci na olympijské hry v Moskvě neuspěl na úkor Jánose Gyániho. Větších úspěchů dosahoval v lehké váze do 71 kg, do které však obtížně shazoval. V roce 1984 byl připraven reprezentovat na olympijských hrách v Los Angeles v lehké váze, ale kvůli studené politice let osmdesátých a bojkotu o účast přišel. Malou náplastí mu bylo první místo na trucolympiádě Družba. Sportovní kariéru ukončil v roce 1987. Věnuje se trenérské práci. Řadu let vedl maďarskou mužskou reprezentaci. K jeho nejznámějším žákům patřil Miklós Ungvári. Jeho syn Sándor byl členem reprezentace v judu.

## Výsledky
| Turnaj             | 1979 | 1980 | 1981 | 1982 | 1983 | 1984 | 1985 |      |
| Turnaj             | 22   | 23   | 24   | 25   | 26   | 27   | 28   |      |
| Turnaj             | l.v. | p.v. | l.v. | p.v. | p.v. | l.v. | p.v. | p.v. |
| ------------------ | ---- | ---- | ---- | ---- | ---- | ---- | ---- | ---- |
| Olympijské hry     |      | —    |      |      |      | —    |      |      |
| Mistrovství světa  | —    |      | 5.   |      | —    |      | úč.  |      |
| Mistrovství Evropy | úč.  | úč.  | 2.   | úč.  | úč.  | —    | —    |      |

l.v. = lehká váha, p.v. = polostřední váha